# Косовичев, Александр Георгиевич
Александр Георгиевич Косовичев (англ. Alexander Georgievich Kosovichev; род. 3 июля 1953, Ишим, Тюменская область) — советский, российский и американский астрофизик, специалист в области физики Солнца и гелиосейсмологии. Доктор физико-математических наук, заслуженный профессор физики Технологического института Нью-Джерси (NJIT), директор Центра вычислительной гелиофизики NJIT с 2014 года. Известен своими работами по солнечным наблюдениям, гелиосейсмологии, астрофизике и численному моделированию.

## Биография
Родился 3 июля 1953 года в городе Ишим Тюменской области.
В 1975 году окончил Новосибирский государственный университет по специальности «физика». В 1980 году защитил диссертацию на соискание учёной степени кандидата физико-математических наук по прикладной математике в Московском государственном университете. В 1989 году защитил докторскую диссертацию по астрофизике в Санкт-Петербургском государственном университете.

## Научная деятельность
С 1980 по 1990 год работал в Крымской астрофизической обсерватории, где занимался фундаментальными исследованиями в области гелиосейсмологии. В 1984—1986 годах работал в Астрономическом центре имени Николая Коперника в Варшаве.
С 1990 по 1994 год проводил исследования в Кембриджском университете. В 1994 году перешёл на работу в Стэнфордский университет в качестве старшего научного сотрудника Лаборатории экспериментальной физики имени У. У. Хансена, где работал до 2013 года.
В 2013—2014 годах был директором Солнечной обсерватории Биг-Бэр. С 2014 года является директором Центра вычислительной гелиофизики в Технологическом институте Нью-Джерси. В 2021 году получил звание заслуженного профессора.

### Основные достижения
Косовичев внёс значительный вклад в развитие методов анализа солнечных колебаний для изучения свойств внутренних слоёв Солнца. Его работы позволили учёным лучше понять такие явления, как солнечные вспышки, солнечные пятна и магнитное поле Солнца.
В период с 1975 по 1980 год совместно с В. С. Соколовым, Ю. П. Поповым, М. А. Лившицем и М. М. Кацовой разработал теории гидродинамических и магнитогидродинамических процессов в солнечных и звёздных вспышках, продвинув понимание оптического излучения вспышек и потоков плазмы.
Как один из руководителей миссии Solar and Heliospheric Observatory (SOHO), он разработал метод солнечной акустической томографии, позволивший получить первые трёхмерные изображения внутренних структур Солнца.
В 1998 году сделал важное открытие, обнаружив солнцетрясения — сейсмические волны на поверхности Солнца, вызванные солнечными вспышками. Это явление аналогично землетрясениям на Земле и помогло учёным лучше понять механизмы высвобождения энергии во время солнечных вспышек.
Как научный руководитель проекта Helioseismic and Magnetic Imager в рамках миссии Solar Dynamics Observatory (SDO) НАСА, он сделал важные открытия в области солнечной динамики и циклов активности. С момента прихода в NJIT в 2013 году его работа сосредоточена на исследованиях Солнца через создание Центра вычислительной гелиофизики и участие в таких крупных проектах, как Kepler, IRIS, SDO и DKIST.
Был президентом Комиссии 12 Международного астрономического союза.

## Награды и признание
- 2005 — Премия Иоганна Вемпе по астрофизике «за выдающиеся достижения в области гелиосейсмологии»[2]
- 2014 — избран членом Американского геофизического союза[8]
- В его честь назван астероид 8339 Kosovichia[3][прим. 1]

## Избранные публикации
- Scherrer, Philip Hanby, Jesper Schou, R. I. Bush, A. G. Kosovichev, R. S. Bogart, J. T. Hoeksema, Y. Liu et al. "The helioseismic and magnetic imager (HMI) investigation for the solar dynamics observatory (SDO)." Solar Physics 275 (2012): 207-227.
- Zhao, Junwei, and Alexander G. Kosovichev. "Torsional oscillation, meridional flows, and vorticity inferred in the upper convection zone of the Sun by time-distance helioseismology." The Astrophysical Journal 603, no. 2 (2004): 776.
- Kosovichev, A. G., and V. V. Zharkova. "X-ray flare sparks quake inside Sun." Nature 393, no. 6683 (1998): 317-318.
- Thompson, M. J., J. Toomre, E. R. Anderson, H. M. Antia, G. Berthomieu, D. Burtonclay, S. M. Chitre et al. "Differential rotation and dynamics of the solar interior." Science 272, no. 5266 (1996): 1300-1305.
- Gough, D. O., A. G. Kosovichev, J. Toomre, E. Anderson, H. M. Antia, S. Basu, B. Chaboyer et al. "The seismic structure of the Sun." Science 272, no. 5266 (1996): 1296-1300.

## Комментарии
1. ↑  Астероид 8339, открытый в 1985 году Н. С. Черных из Крымской астрофизической обсерватории, получил название Kosovichia.